# Сингу (город)
Сингу́ (яп. 新宮市) — город в префектуре Вакаяма в Японии при впадении в Тихий океан реки Куманогава. Статус большого города был присвоен 1 октября 1933 года. Население 32 465 чел. (2003), площадь города 79,66 км².
Сингу — наиболее близкий город к «Трём священным горам Кумано» （яп. 熊野三山) — важнейшим синтоистским святилищам Кумано-Хонгу-тайся (яп. 熊野本宮大社), Кумано-Хаятама-тайся (яп. 熊野速玉大社) и Кумано-Нати-тайся (яп. 熊野那智大社), и связан с древними путями паломников Кумано-кодо.

## Достопримечательности

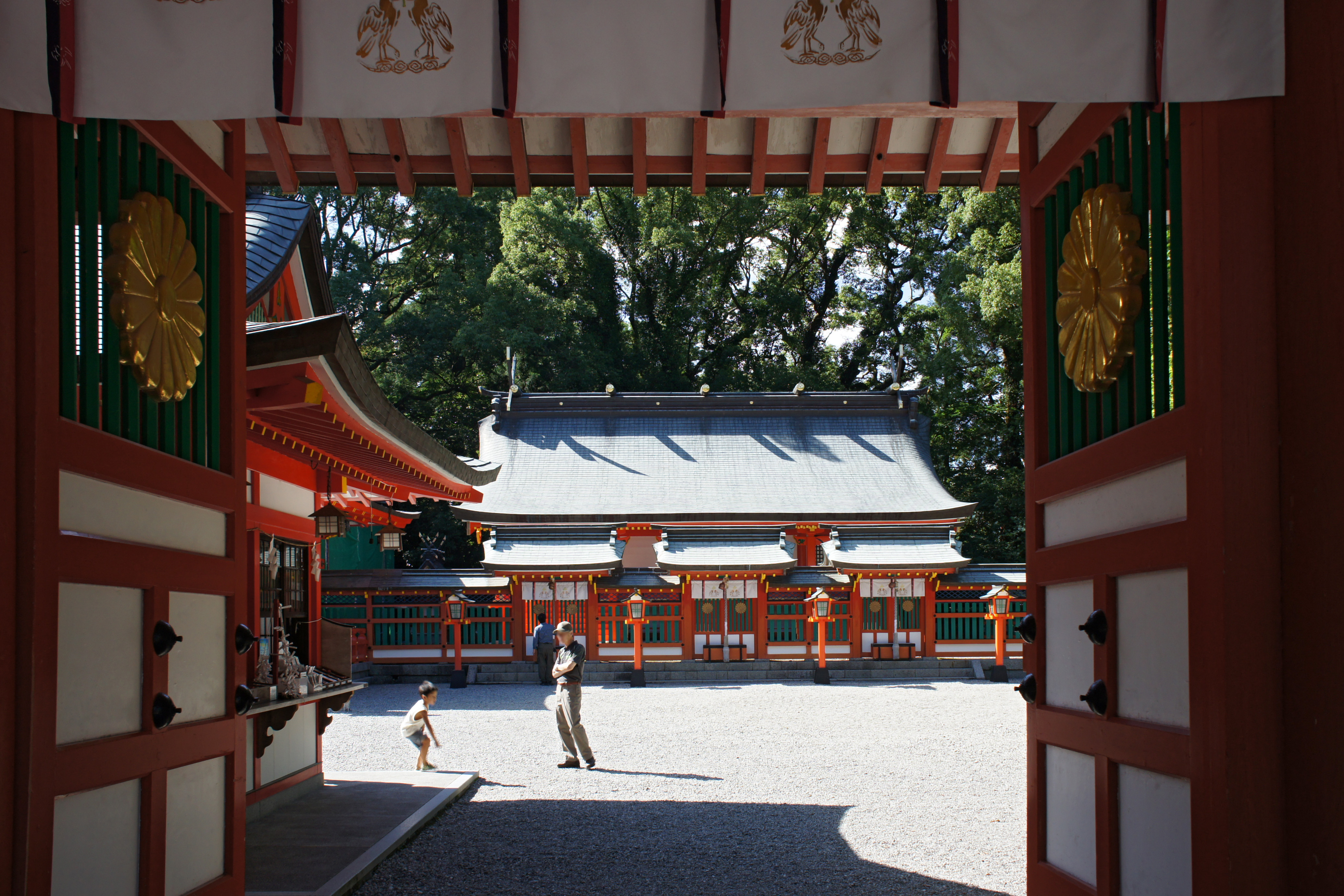
Святилище Кумано-Хаятама-тайся

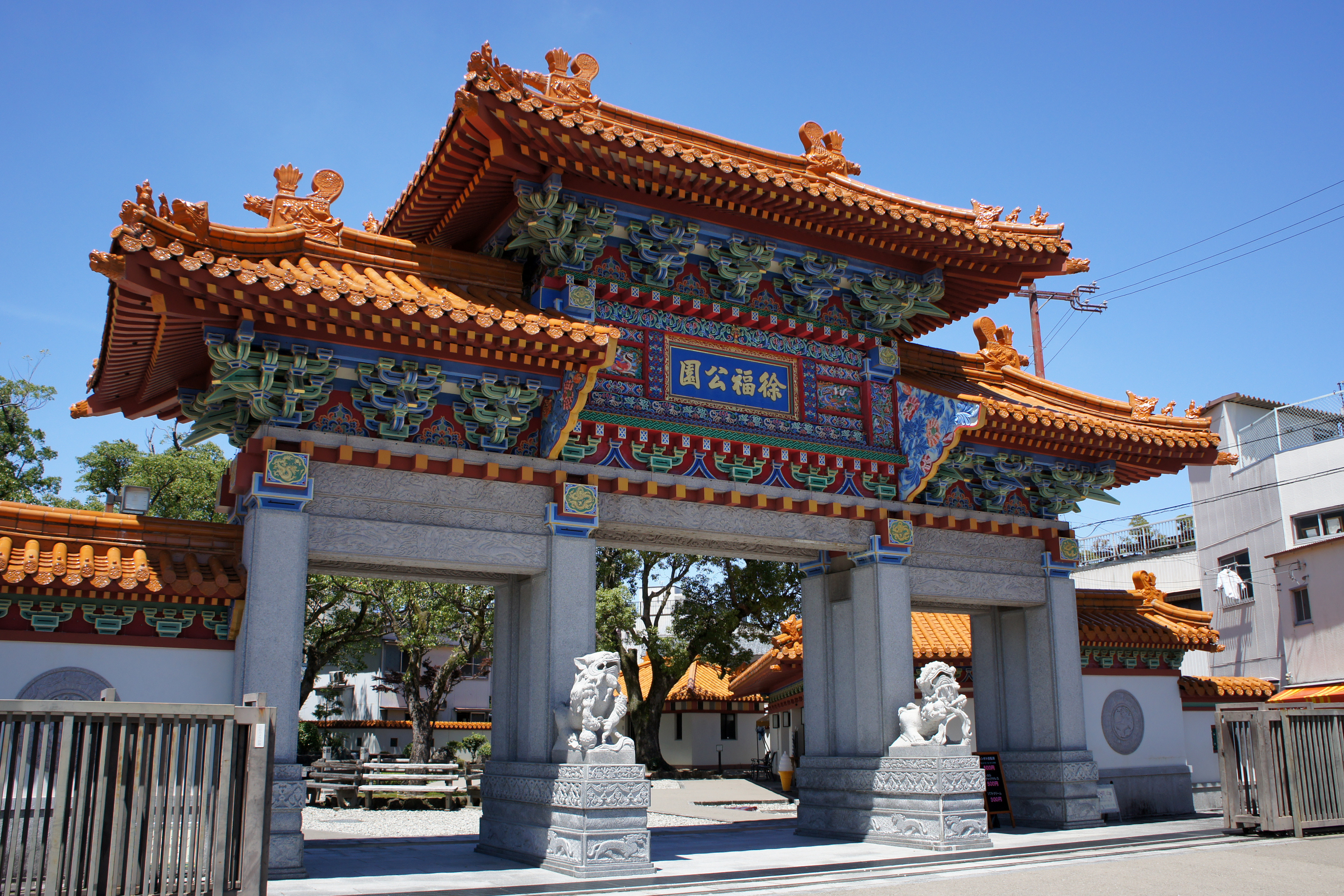
Парк Ёфуку-коэн

### Синтоистские кумирни
- Святилище Кумано-Хаятама-тайся (яп. 熊野速玉大社), объект Всемирного наследия ЮНЕСКО
- Камикура-дзиндзя (яп. 神倉神社), объект Всемирного наследия ЮНЕСКО
- Асука-дзиндзя (яп. 神社),
- Оодзи-дзиндзя (яп. 神社),

### Интересные места города
- Руины крепости Сингу Танкаку (яп. 新宮城跡),
- Парк Ёфуку-коэн (яп. 徐福公園),
- Плавающий остров Укисима-но-мори (яп. 浮島の森) — необычный природный парк,
- Музей-мемориал Сато Харуо (яп. 佐藤春夫記念館),
- Исторический музей
- Холм Коядзака на Исторической дороге Кумано